# Joseph Blair
Joseph Blair (Akron, 12 giugno 1974) è un ex cestista e allenatore di pallacanestro statunitense, professionista in Europa.

## Caratteristiche tecniche
I suoi punti di forza furono la precisione al tiro dal campo, la grande capacità di trattare il pallone, la forza a rimbalzo ma soprattutto il suo carisma, sia in campo sia fuori, accostato alla spettacolarità nel gioco, con una filosofia assorbita durante il suo periodo trascorso con gli Harlem Globetrotters.
Il suo grande punto debole fu invece l'imprecisione nei tiri liberi: in carriera ebbe una percentuale di poco superiore al 50%, e un suo 0/6 ai liberi nel corso di gara 4 della finale scudetto 2004-2005, persa 65-67 contro la Fortitudo Bologna, rappresentò una delle cause della sconfitta della sua squadra.

## Carriera

### Giocatore

Blair nel 1998-99 alla Pall. Biella

Blair frequentò la University of Arizona dal 1992 al 1996. Nel 1994 fece parte, partendo da titolare, della squadra che riuscì a raggiungere le final four del torneo NCAA di quell'anno. Nell'arco del quadriennio collezionò 10,4 punti, 6,5 rimbalzi e 1,1 stoppate a partita, mentre le medie del solo ultimo anno furono pari a 14,7 punti, 8,9 rimbalzi e 2,3 stoppate. La sua percentuale del 61,3% dal campo nei suoi quattro anni di permanenza divenne la migliore nella storia dell'istituto.
Venne scelto dai Seattle SuperSonics al secondo giro del Draft NBA 1996 con la 35ª scelta assoluta. Nonostante questa chiamata, tuttavia, la prima esperienza professionistica vera e propria la iniziò con i francesi del Pau-Orthez, anche se la parentesi fu breve visto che in campionato riuscì a giocare solo tre partite prima di essere tagliato complice un infortunio, ed essere sostituito da Lawrence Funderburke. L'estate seguente subì un infortunio diverso durante la Summer League e per tornare in forma si aggregò dunque agli Harlem Globetrotters, famosa squadra di partite di esibizione.
Nel luglio 1998 approdò nella Serie A2 italiana con l'ingaggio da parte della neopromossa Pallacanestro Biella. Fu autore di una stagione da 17,5 punti, 11,9 rimbalzi e 1,3 stoppate di media, terminata però in anticipo l'11 aprile 1999 quando nella trasferta di Trieste valida per la fase a orologio riportò un trauma distorsivo al ginocchio destro con lesione al legamento collaterale mediale.
Le sue prestazioni attirarono l'interesse dei dirigenti della Scavolini Pesaro, che annunciarono il suo arrivo nel giugno 1999 con un contratto annuale.
Qui andò a formare un affiatato asse play-pivot con Melvin Booker, tanto che entrambi a fine stagione vennero inseriti nel miglior quintetto di quel campionato. Blair chiuse la regular season di Serie A1 con 13,9 punti, 12,3 rimbalzi di media (miglior rimbalzista del torneo) e il 62,6% da due in 30 presenze, che diventarono poi 16,0 punti, 14,5 rimbalzi e il 60,9% da due nelle due gare degli ottavi di finale play-off persi contro l'Olimpia Milano.
Nell'agosto 2000 si trasferì in Grecia al PAOK Salonicco. A novembre scelse tuttavia di lasciare la Grecia lamentando il mancato pagamento dello stipendio, anche se poi il club bianconero decise, in risposta, di fargli causa. A seguito di ciò, tornò a giocare per un periodo con gli Harlem Globetrotters.
In vista della stagione 2001-2002 fece ritorno a Pesaro, dove andò nuovamente a comporre l'asse play-pivot con Melvin Booker come già avvenuto due anni prima. Ai 12,0 punti di media con il 60,5% da due aggiunse anche 9,6 rimbalzi di media, numeri che anche in questa occasione lo resero il giocatore con la miglior media rimbalzi della regular season, seppur in coabitazione con Roberto Chiacig. In cinque partite di play-off viaggiò invece a 12,2 punti, 9,2 rimbalzi e il 71,8% da due. Il cammino della formazione adriatica nei play-off terminò ai quarti di finale contro la Virtus Bologna. Essa fu la sua seconda ed ultima annata a Pesaro, complice anche un taglio del budget da parte della società per l'annata successiva.
Tra il 2002 e il 2004 giocò ancora una volta a fianco del playmaker Melvin Booker, ma non più a Pesaro bensì a Istanbul sponda Ülker. Durante la prima stagione turca, Blair a livello personale venne nominato MVP della regular season dell'Eurolega 2002-2003, mentre con il club vinse la Coppa di Turchia. L'anno seguente bissò insieme alla squadra il successo nella coppa nazionale. Entrambe le edizioni del campionato si conclusero invece con una sconfitta nelle finali contro l'Efes Pilsen.
L'8 luglio 2004 passò all'Olimpia Milano. Nonostante la squadra fosse reduce dal mediocre decimo posto dell'anno precedente, quando ancora Blair non era in rosa, la Armani Jeans riuscì a farsi strada fino ad arrivare alle finali scudetto, perse contro la Fortitudo Bologna. Il contributo di Blair nella sua prima stagione milanese fu di 12,0 punti e 8,0 rimbalzi in regular season e di 11,9 punti e 6,7 rimbalzi in dodici partite dei play-off. Si mantenne su medie simili anche nelle due stagioni successive, in cui la formazione lombarda venne però eliminata rispettivamente ai quarti di finale e nelle semifinali play-off. Nel suo terzo e ultimo anno milanese, i suoi 11,3 punti a partita furono sufficienti a renderlo il miglior marcatore stagionale della squadra per media punti.
Nel settembre 2007, dopo aver passato un'estate senza una squadra con cui giocare, i Chicago Bulls lo chiamarono durante il precampionato, ma lo tagliarono poi il 10 ottobre prima dell'inizio della stagione regolare.
Le ultime sue due parentesi da giocatore ebbero luogo entrambe in Russia, rispettivamente allo Spartak Primor'e Vladivostok per la stagione 2007-2008 e allo Spartak San Pietroburgo per la stagione 2008-2009.

### Allenatore

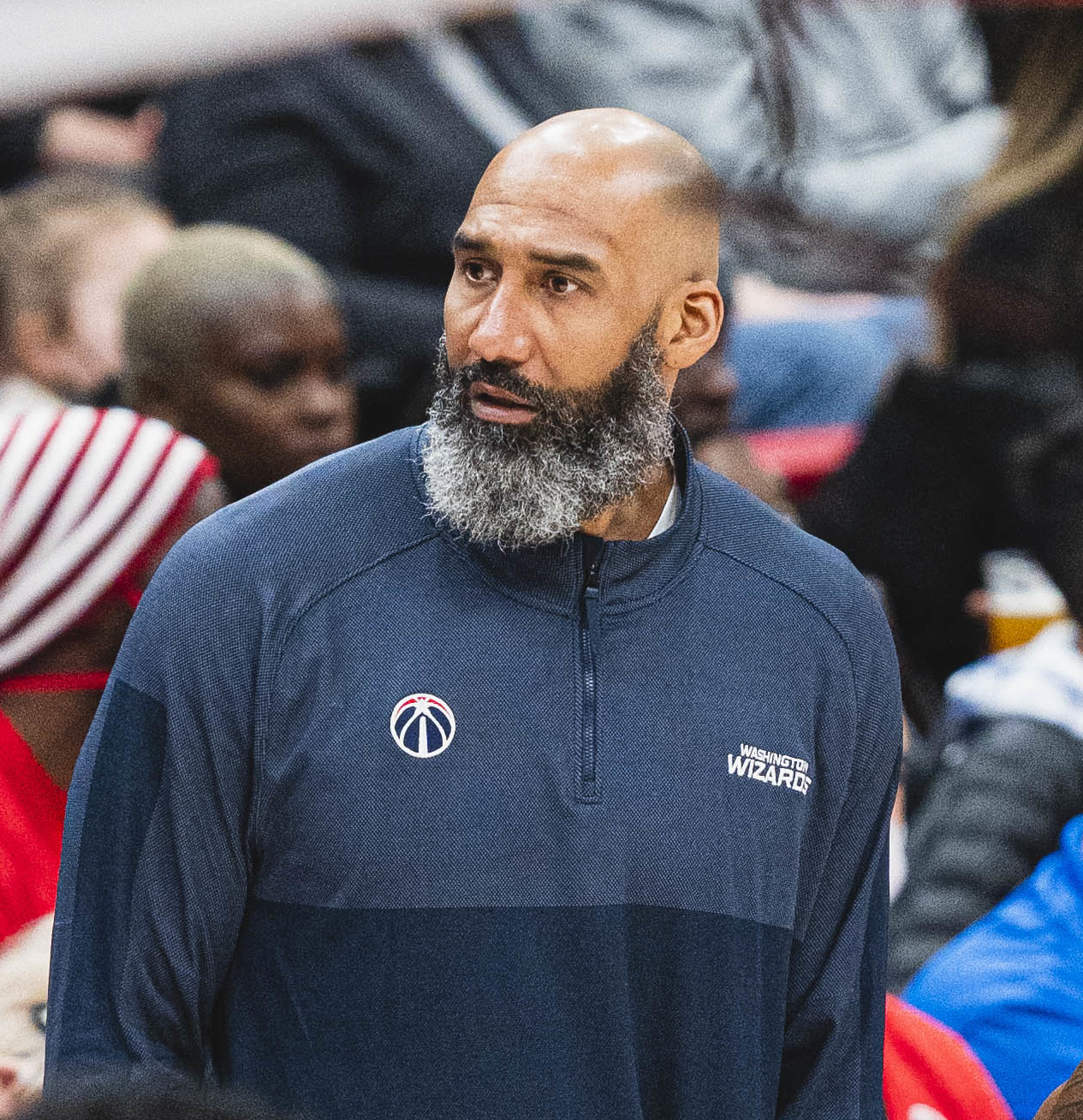
Blair nel 2022

Dopo essere stato assistente di Matt Brase sulla panchina dei Rio Grande Valley Vipers di G League dal 2015 al 2018, Blair venne promosso a capo allenatore per la stagione 2018-2019.
Nel 2019-2020 entrò per la prima volta a far parte dello staff tecnico in una squadra NBA in qualità di assistente di Brett Brown ai Philadelphia 76ers. L'anno seguente fu assistente di Ryan Saunders e successivamente di Chris Finch ai Minnesota Timberwolves. A partire dalla stagione 2021-2022 è assistente ai Washington Wizards. Tra il 17 e il 21 gennaio 2022, per via della positività al COVID-19 sia del capo allenatore Wes Unseld jr. che del primo assistente Pat Delany, Blair fu chiamato a dirigere la squadra in occasione di tre partite NBA: all'esordio batté i Philadelphia 76ers per 117-98, mentre nelle due gare successive contro Brooklyn Nets e Toronto Raptors arrivarono due sconfitte.

## Palmarès

### Club
- Coppa di Turchia: 2

Ülker: 2002-03, 2003-04

### Individuale
- Euroleague MVP: 1

2002-03
- All-Euroleague Second Team: 1

Pesaro: 2001-02